# Џејсон Гидион
Џејсон Гидион (енгл. Jason Gideon) је лик из Си-Би-Есове криминалистичке серије „Злочиначки умови“, а тумачио га је Менди Патинкин. Уз Рида и Прентисову, био је најподученији у тиму.

## Време у ЈАП-у
У пилот-епизоди споменуто је да је 6 месеци пре почетка серије Гидион доживео нервни слом, након што је послао 6 агената у једно складиште у Бостону у којем је била бомба (за коју није знао). Свих 6 агената смртно је страдало у експлозији, а Гидион је доживео тешке критике због тог догађаја, што је проузроковало нервни слом. Након пола године вратио се у ЈАП где је враћен на место шефа тима, али је касније одабрао да се повуче са тог места, дозволивши Хочнеру да га преузме (Хочнер је до данас остао на тој функцији). У епизоди „Won't Get Fooled Again“ (1x03) Гидион се суочио са Адрианом Бејлом, који је поставио бомбу у оном складишту, и након тог случаја коначно је успео да се отараси демона из прошлости. Показао је нарочиту аверзију према коришћењу религије у сврху одбране или мотивације за нечији злочин.
Кривио је себе за мучење које је Рид претрпео од Тобијаса Хенкела јер је он наредио Гарсији да дода упозорење о вирусу на видео-снимке које је Хенкел објавио. Гидион има и сина Стефена. Природа њиховог односа није директно споменута, али је имплицирано да се нису видели у скорије време.
Имао је веома блиску везу са Ридом, кога је лично изабрао из ФБИ-еве академије за свој тим и помогао му је око многих потешкоћа кроз које је пролазио (укључујући и имплицирано узимање дроге). Такође је помогао Риду и Моргану кад су имали ноћне море. Када је одлазио из јединице, Рид је био тај коме је Гидион оставио опроштајно писмо.
У финалу 2. сезоне („No Way Out II: The Evolution of Frank“) Гидион доживљава велику трагедију, када је психички поремећени серијски убица, Френк Бриткоф, отишао у његов стан и убио његову девојку, Сару Џејкобс. То је наставило да прогања Гидиона и резултат тога је био тај да је почео да губи веру у своје профајлерске способности. У епизоди „Doubt“ (3x01) и током његовог последњег случаја у Аризони додатно је изгубио веру у своје способности, након што је његова одлука да на слободу пусти Нејтана Тубса (био је убица, али нису имали довољно доказа да га задрже) довела и до Тубсове смрти, али и до смрти Ен Бегли, која је имитирала његова убиства. Хочнер је након овог случаја добио двонедељну суспензију и то је за Гидиона била кап која је прелила чашу. Оставио је своју значку и пиштољ, као и опроштајно писмо за Рида (за кога је знао да ће доћи да га потражи) у својој колиби и једноставно је отишао да путује, било где, како би вратио веру у себе и срећне завршетке. Празнину насталу његовим одласком убрзо је попунио Дејвид Роси, оснивач ЈАП-а који се вратио из привремене пензије.
Гидион има доста заједничког са стварним ФБИ-евим профајлером Џоном Е. Дагласом, који је написао много књига на ову тему. Обојица су контроверзно предвидели да ће код једног починиоца, када буде пронађен, видети да муца и обојица су тражили продужено боловање због болести повезаних са стресом, који је настао као резултат њиховог посла.